# 강지우 (1979년)
강지우(본명: 강용석, 1979년 1월 20일 ~ )은 대한민국의 배우이다.

## 생애
1996년 KBS 한국방송공사 드라마 《신세대 보고 어른들은 몰라요》에 첫 출연하여 데뷔하였고 1999년 MBC 문화방송 28기 공채 탤런트로 정식 데뷔하였다.

## 출연작

### TV 드라마
- 1996년 《야망의 불꽃》 (SBS)
- 1996년 《신세대 보고 어른들은 몰라요》 (KBS1)
- 1996년 《남자 셋 여자 셋》 (MBC) - 채정안의 남동생 역
- 1997년 《나》 (MBC)
- 1997년 《성장느낌 18세》 (SBS)
- 1997년 《여자》 (SBS) - 한상우 역
- 1997년 《LA아리랑》 (SBS)
- 1997년 《레디 고!》 (MBC)
- 1998년 《7인의 신부》 (SBS)
- 1999년 《사랑밖엔 난 몰라》 (MBC)
- 2000년 《날마다 행복해》 (MBC)
- 2000년 《당신 때문에》 (MBC)
- 2000년 《온달 왕자들》 (MBC)
- 2000년 《사랑은 아무나 하나》 (MBC)
- 2000년 《엄마야 누나야》 (MBC)
- 2000년 《세 친구》 (MBC) - 이동건의 고등학교 동창 강용석 역
- 2001년 《호텔리어》 (MBC) - 호텔 벨보이, 현철 역
- 2001년 《결혼의 법칙》 (MBC)
- 2001년 《가을에 만난 남자》 (MBC)
- 2002년 《매일 그대와》 (MBC)
- 2002년 《내 이름은 공주》 (MBC)
- 2003년 《순덕이》 (MBC) - 배재성 역
- 2003년 《스크린》 (SBS)
- 2003년 《매직키드 마수리》 (KBS2) - 황보 현 역
- 2003년 《그녀는 짱》 (KBS2) - 장기호 역
- 2011년 《부부클리닉 사랑과 전쟁 시즌 2》 (KBS2)

### 영화
- 2000년 《하면 된다》

### 연극
- 2001년 《돌아오지 않는 해병》

### 뮤지컬
- 2012년 작업의 정석
- 2010년 뉴보잉보잉 2탄
- 2010년 진짜 진짜 좋아해
- 2010년 평강온달전
- 2009년 진짜 진짜 좋아해
- 2008년 위대한 캣츠비 Season3
- 2008년 진짜 진짜 좋아해
- 2008년 실연남녀
- 2008년 사랑은 비를 타고
- 2007년 뮤직 인 마이 하트
- 2007년 사랑은 비를 타고
- 2007년 실연남녀